# Acreodi
Gli acreodi (Acreodi) sono un gruppo di mammiferi primitivi, vissuti tra il Paleocene e l'Eocene (tra 62 e 45 milioni di anni fa) dalle abitudini carnivore.

## Descrizione
In generale, questi animali svilupparono un corpo robusto e lungo, zampe corte e possenti e un cranio gigantesco, quasi sproporzionato in relazione al resto del corpo.
Le caratteristiche della dentatura, erano molto primitive: i molari taglienti battevano gli uni contro gli altri, in modo da spuntarsi progressivamente a causa dell'usura. Le zampe, invece, erano insolitamente evolute, con tanto di metapodi allungati e di zoccoli al posto degli artigli: per questo motivo, gli acreodi sono ritenuti essere tra i primi mammiferi placentali a sviluppare uno spiccato adattamento alla corsa.
I triisodontidi (Triisodontidae) avevano delle dimensioni relativamente modeste. È curioso notare che il più grande mammifero carnivoro mai apparso sulla Terra, l'eocenico Andrewsarchus, era un tempo considerato appartenente a questa famiglia.
I mesonichidi (Mesonychidae) erano, invece, grandi animali dalla taglia compresa tra quella di un lupo e quella di un orso. Mesonyx assomigliava vagamente a un lupo dotato di zoccoli, mentre Pachyaena variava molto di dimensioni. Synoplotherium era un genere dotato di una testa particolarmente sproporzionata.
Gli appartenenti alla famiglia degli apalodectidi (Hapalodectidae) avevano delle somiglianze con i cetacei primitivi, sia per il cranio di forma allungata, sia per la dentatura caratteristica. Alcune somiglianze con i cetacei primitivi, si riscontrano anche nel mesonichide Sinonyx.
Vi sono poi alcune forme, come l'europeo Mondegodon, che potrebbero rappresentare forme transizionali tra le famiglie mesonichidi e triisodontidi.

## Biologia

### Comportamento
Sviluppatisi subito dopo la scomparsa dei dinosauri non aviari, gli acreodi riempirono quasi immediatamente la nicchia ecologica dei grandi predatori, lasciata vacante dopo l'estinzione dei grandi rettili carnivori terrestri.

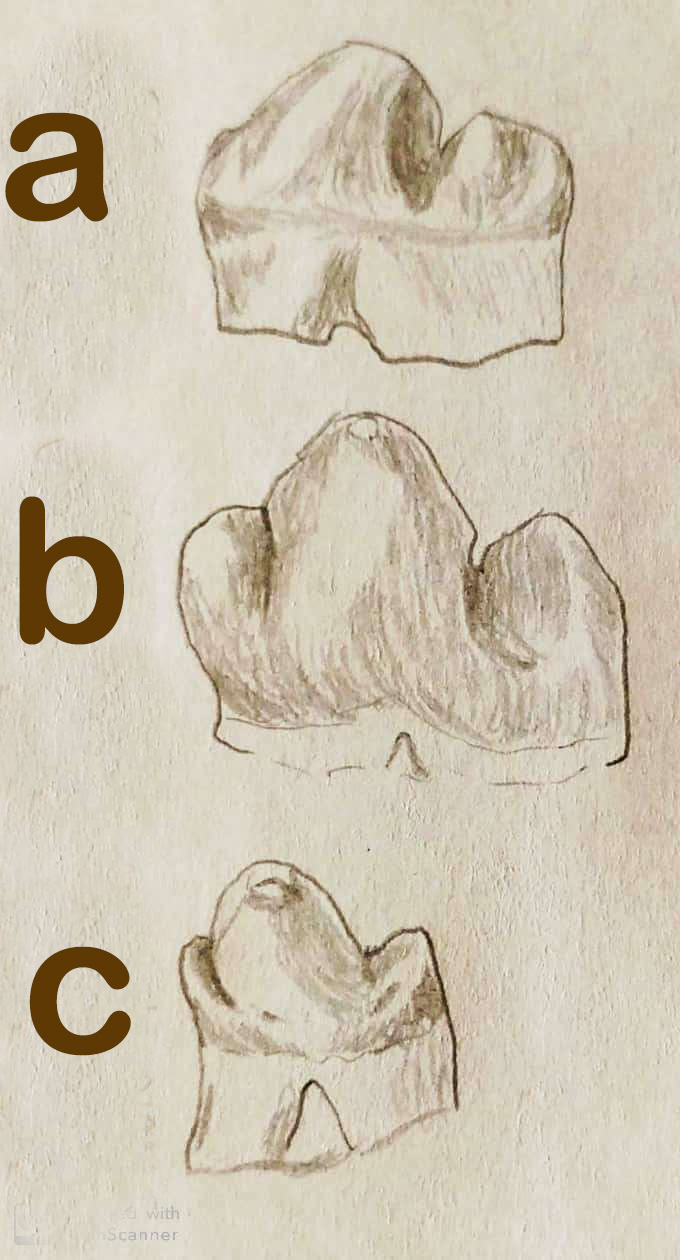
Molari di Mesonyx uintensis (a), Pachyaena gigantea (b) e Ankalagon saurognathus (c)

### Alimentazione
Si ipotizza che molte di queste forme fossero adattate a una dieta mista, o forse che si nutrissero anche di carogne.

## Tassonomia
L'origine degli acreodi può essere ricercata in animali affini ai condilartri, ma l'incertezza è notevole. In ogni caso, le prime forme dell'ordine appartenevano alla famiglia dei triisodontidi.
Altri generi più noti da ricordare, appartenenti alla famiglia dei mesonychidi, sono gli antichi Ankalagon e Dissacus, del Paleocene inferiore ed il grande Harpagolestes.
La famiglia degli apalodectidi (Hapalodectidae), è stata spesso ricondotta all'origine dei cetacei a causa delle somiglianze descritte prima. Recenti analisi, tuttavia, sembrerebbero confermare che i cetacei siano derivati da artiodattili primitivi.
L'ordine degli acreodi è suddiviso in 3 famiglie:
- Hapalodectidae
- Mesonychidae
- Triisodontidae

## Distribuzione e habitat
I triisodintidi erano esclusivamente nordamericani.
Pachyaena, appartenente alla famiglia dei mesonichidi, era un genere le cui numerose specie si diffusero in Asia, Nordamerica ed Europa.